# 리 대응
리 군론에서 리 대응(Lie對應, 영어: Lie correspondence)은 리 군의 범주에서 실수 리 대수의 범주로 가는 표준적인 함자이다. 즉, 각 리 군에 표준적 실수 리 대수가 대응되며, 리 군의 매끄러운 군 준동형에 실수 리 대수의 준동형이 대응된다.

## 정의
리 군 {\displaystyle G} 위에는 각 {\displaystyle g\in G}에 대하여 다음과 같은 자기 함수를 정의할 수 있다.
{\displaystyle {\mathsf {L}}_{g}\colon G\to G\qquad (g\in G)}
{\displaystyle {\mathsf {L}}_{g}\colon h\mapsto gh}
{\displaystyle G} 위의 매끄러운 벡터장 {\displaystyle X\in \Gamma ^{\infty }(X)}가 다음 조건을 만족시키면, 왼쪽 불변 벡터장이라고 한다.
{\displaystyle {\mathsf {L}}_{g*}(X^{\mu }(h))=X^{\mu }(gh)\qquad \forall g,h\in G}
여기서
- {\displaystyle {\mathsf {L}}_{g*}\colon \mathrm {T} _{h}G\to \mathrm {T} _{gh}G}는 {\displaystyle {\mathsf {L}}_{g}}에 대한 벡터장의 밂이다.

그렇다면, 다음 두 실수 벡터 공간 사이에 표준적인 동형이 존재하며, 이 실수 벡터 공간을 {\displaystyle \operatorname {Lie} (G)}라고 한다.
- {\displaystyle G} 위의 왼쪽 불변 벡터장들의 벡터 공간
- {\displaystyle G}의 항등원 {\displaystyle 1\in G}에서의 접공간 {\displaystyle T_{1}G}

또한, {\displaystyle \operatorname {Lie} (G)}는 (왼쪽 불변 벡터장의) 리 미분
{\displaystyle [X,Y]={\mathcal {L}}_{X}Y}
에 대하여 닫혀 있음을 보일 수 있다. 따라서, 이를 부여하면 {\displaystyle \operatorname {Lie} (G)}는 리 대수를 이룬다. 이를 리 대응이라고 한다. 만약 {\displaystyle G}가 복소수 리 군이라면, {\displaystyle \operatorname {Lie} (G)}는 자연스럽게 복소수 벡터 공간을 이루며, 따라서 복소수 리 대수가 된다.
마찬가지로, 두 리 군 사이의 매끄러운 군 준동형
{\displaystyle f\colon G\to H}
및 {\displaystyle G} 위의 왼쪽 불변 매끄러운 벡터장 {\displaystyle X\in \operatorname {Lie} (G)}에 대하여, 밂 {\displaystyle f_{*}X\in \Gamma ^{\infty }(G)}는 {\displaystyle H}의 왼쪽 불변 매끄러운 벡터장을 정의한다. 이는 리 대수의 준동형
{\displaystyle \operatorname {Lie} (f)=\mathrm {d} f\upharpoonright \operatorname {Lie} (G)\colon \operatorname {Lie} (G)\to \operatorname {Lie} (H)}
를 정의한다.
통상적으로, 주어진 리 군의 리 대수는 리 군의 이름의 흑자체 소문자로 쓴다. 예를 들어 SO(5)의 리 대수는 {\displaystyle \operatorname {Lie} (\operatorname {SO} (5))={\mathfrak {so}}(5)}이다.

## 성질

### 함자성
{\displaystyle \operatorname {Lie} }는 리 군의 범주에서 실수 리 대수의 범주로 가는 충실한 함자를 정의한다.
{\displaystyle \operatorname {Lie} \colon \operatorname {LieGrp} \to \operatorname {LieAlg} _{\mathbb {R} }}

### 연산과의 호환
리 대응은 차원을 보존한다. 즉, {\displaystyle n}차원 리 군에 대응되는 실수 리 대수는 {\displaystyle n}차원 실수 리 대수이다.
{\displaystyle \dim \operatorname {Lie} (G)=\dim G}
리 대응 아래, 반대군은 리 괄호에 −1을 곱하는 것에 대응한다.
{\displaystyle \operatorname {Lie} (G^{\operatorname {op} })=(\operatorname {Lie} (G))^{\operatorname {op} }}
{\displaystyle (V,[-,-]_{V})^{\operatorname {op} }=(V,-[-,-]_{V})^{\operatorname {op} }}
리 대응은 리 군의 직접곱을 리 대수의 직합으로 대응시킨다.
{\displaystyle \operatorname {Lie} (G\times H)=\operatorname {Lie} (G)\oplus \operatorname {Lie} (H)}
리 대응은 리 군의 (닫힌 부분군에 대한) 짧은 완전열을 실수 리 대수의 짧은 완전열로 대응시킨다.
{\displaystyle 1\to K\to G\to G/H\to 1}
{\displaystyle 0\to \operatorname {Lie} (K)\to \operatorname {Lie} (G)\to {\frac {\operatorname {Lie} (G)}{\operatorname {Lie} (K)}}\to 0}
마찬가지로, 리 대응은 리 군의 닫힌 부분군을 실수 리 대수의 부분 리 대수로 대응시킨다. (그러나 그 역은 일반적으로 성립하지 않는다.)

### 전사성 · 단사성
함자 {\displaystyle \operatorname {Lie} \colon \operatorname {LieGrp} \to \operatorname {LieAlg} _{\mathbb {R} }}는 대상의 동형류에 대하여 단사 함수도, 전사 함수도 아니다.
- 단사성은 리 대수가 국소적인 정보만을 담기 때문이다. 예를 들어 SO(3)과 SU(2)는 국소적으로 같으므로 (SU(2)는 SO(3)의 범피복군) 같은 리 대수 {\displaystyle {\mathfrak {so}}(3)\cong {\mathfrak {su}}(2)}를 지닌다.
- 전사성의 실패는 무한 차원에서 일어난다. 모든 유한 리 대수에 대하여 대응되는 리 군이 존재하지만, 이는 무한 차원 리 대수에 대해서는 성립하지 않는다. (정의에 따라 모든 매끄러운 다양체는 유한 차원이지만, 무한 차원 다양체의 개념을 도입하여도 이 문제는 쉽게 해결할 수 없다.)

그러나 리 제3 정리(Lie第三定理, 영어: Lie's third theorem)에 따르면, 이 함자를 유한 차원 리 대수 및 (유한 차원) 연결 단일 연결 리 군에 국한한다면, 이 함자는 (동형을 무시하면) 범주의 동치를 이룬다. 즉, 다음 두 집합 사이에 표준적인 전단사 함수가 존재한다.
- 연결 단일 연결 리 군의 동형류
- 실수 유한 차원 리 대수의 동형류

이 함수는 구체적으로 {\displaystyle G\mapsto \operatorname {Lie} (G)}이다. 또한, 임의의 두 연결 단일 연결 리 군 {\displaystyle G}, {\displaystyle H}에 대하여, 다음과 같은 표준적인 전단사 함수가 존재한다.
{\displaystyle \hom(G,H)\to \hom(\operatorname {Lie} (G),\operatorname {Lie} (H))}
여기서 좌변은 두 리 군 사이의 매끄러운 군 준동형의 집합이며, 우변은 두 실수 리 대수 사이의 리 대수 준동형의 집합이다.

### 부분 리 대수에 대응하는 부분군
리 군 {\displaystyle G}의 부분군 {\displaystyle H\leq G}에 대하여 다음 두 조건이 서로 동치이며, 이를 만족시키는 군을 해석적 부분군(영어: analytic subgroup) 또는 몰입 부분군(영어: immersed subgroup)이라고 한다.:71:95
- {\displaystyle H}에 적절한 위상을 주면 연결 리 군 {\displaystyle {\tilde {H}}}으로 만들 수 있으며, 이 경우 포함 함수 {\displaystyle {\tilde {H}}\to G}는 매끄러운 다양체의 매끄러운 몰입을 이룬다.
- {\displaystyle H}에 부분 공간 위상을 주면, {\displaystyle H}는 경로 연결 공간이다.

그러나 후자를 경로 연결성에서 연결성으로 약화시킬 수 없다. {\displaystyle H}가 리 군 (즉, 매끄러운 다양체)이 되게 하는 위상과 {\displaystyle G}로부터의 부분 공간 위상은 일반적으로 다르다.
모든 닫힌 부분군은 해석적 부분군이지만, 그 역은 성립하지 않는다.
만약 {\displaystyle G}가 연결 단일 연결 리 군일 경우, 리 제2 정리(Lie第二定理, 영어: Lie’s second theorem)에 따르면, 다음 두 집합 사이에 표준적인 전단사 함수가 존재한다.:72:101
- {\displaystyle G}의 해석적 부분군들의 집합
- {\displaystyle G}의 리 대수 {\displaystyle {\mathfrak {g}}}의 부분 리 대수들의 집합

구체적으로, {\displaystyle G}의 해석적 부분군 {\displaystyle H\leq G}에 대응하는 부분 리 대수는 {\displaystyle H} 위에 다른 위상을 주어 리 군 {\displaystyle {\tilde {H}}}로 만들었을 때, {\displaystyle {\tilde {H}}}의 리 대수 {\displaystyle {\mathfrak {h}}}이다.

### 리 군 표현에 대응하는 리 대수 표현
리 군에 대응하는 리 대수의 특별한 경우로, 리 군 {\displaystyle G}의 유한 차원 표현
{\displaystyle \rho \colon G\to \operatorname {GL} (n;K)}
를 생각하자. 여기서 {\displaystyle K}는 유한 차원 실수 결합 대수를 이루는 나눗셈환이다 (즉, {\displaystyle K\in \{\mathbb {R} ,\mathbb {C} ,\mathbb {H} \}}이다).
이 경우, 이에 대응하는 실수 리 대수 준동형
{\displaystyle \operatorname {Lie} (\rho )\colon \operatorname {Lie} (G)\to {\mathfrak {gl}}(n;K)}
를 정의할 수 있다. 이는 {\displaystyle \rho }에 대응하는 리 대수의 표현이다.

## 예
{\displaystyle n}차원 아벨 리 군 {\displaystyle G}에 대하여 대응하는 리 대수는 아벨 리 대수 {\displaystyle \mathbb {R} ^{n}}이다.
(0차원 리 군으로 간주한) 이산군에 대응하는 리 대수는 0차원 실수 리 대수 {\displaystyle 0}이다.
{\displaystyle K\in \{\mathbb {R} ,\mathbb {C} ,\mathbb {H} \}}일 때, {\displaystyle n\times n} 직교 행렬의 리 군 {\displaystyle \operatorname {O} (n;K)}의 리 대수는 {\displaystyle n\times n} 반대칭 행렬의 리 대수 {\displaystyle {\mathfrak {o}}(n;\mathbb {K} )}이다. 

### 닫힌집합이 아닌 해석적 부분군
원환면 리 군 {\displaystyle \operatorname {U} (1)\times \operatorname {U} (1)=\{(\exp(i\alpha ),\exp(i\beta ))\colon \alpha ,\beta \in \mathbb {R} \}}에서, 임의의 실수 {\displaystyle c}에 대하여 부분군 {\displaystyle \{(\exp(i\alpha ),\exp(ic\alpha ))\colon \alpha \in \mathbb {R} \}}를 정의하자. 그렇다면, {\displaystyle c}가 유리수일 경우 이는 닫힌집합인 부분군이지만, 아닐 경우 이는 닫힌집합이 아닌 해석적 부분군이다.

## 역사
리 대응 및 리의 제2·제3 정리는 소푸스 리가 도입하였다.

## 참고 문헌
1. 1 2  Knapp, Anthony W. (2002). 《Lie groups beyond an introduction》. Progress in Mathematics (영어) 140 2판. Boston: Birkhäuser. ISBN 0-8176-4259-5. MR 1920389. Zbl 1075.22501.
2. 1 2  Fulton, William; Harris, Joe (1991). 《Representation theory: a first course》. Graduate Texts in Mathematics (영어) 129. Springer. doi:10.1007/978-1-4612-0979-9. ISBN 978-0-387-97495-8.
3. ↑  Thomas, E. S. (1987). “Connected subgroups of Lie groups”. 《Illinois Journal of Mathematics》 (영어) 31 (4): 689–691. ISSN 0019-2082. MR 909791. Zbl 0611.22005.
4. ↑  MacDonald, I. G. (1980). 〈Algebraic structure of Lie groups〉. 《Representation theory of Lie groups: proceedings of the SRC/LMS Research Symposium on Representations of Lie Groups, Oxford, 28 June – 15 July 1977》. London Mathematical Society Lecture Note Series (영어) 34. Cambridge University Press. 91–150쪽. doi:10.1017/CBO9780511662683.005. ISBN 978-052122636-3.